# Alexandre Dujeux
Pour les articles homonymes, voir Dujeux.
Alexandre Dujeux, né le 8 janvier 1976 à Villers-Semeuse, dans les Ardennes, est un footballeur français reconverti entraîneur, actuellement au poste d'entraîneur d'Angers SCO.

## Biographie
Il intègre le centre de formation de l'AJ Auxerre en 1990 et remporte la Coupe Gambardella en 1993.
Après plus de 400 matchs en professionnel, il décide de mettre un terme à sa carrière en 2010 à la suite de la proposition de Max Marty, le directeur général du club de Tours, d'intégrer le nouveau centre de formation du club.
Il sera dans un premier temps l'adjoint de Bernard Blaquart. Puis après avoir obtenu les diplômes nécessaires, il deviendra coach des U19 nationaux du club. On retrouvera d'ailleurs dans cette équipe plusieurs joueurs qui opéreront par la suite chez les pros : Kamara, Cillard, Miguel, Santamaria, Khaoui et Bédia.
À l'intersaison 2013, il devient l'adjoint d'Olivier Pantaloni au Tours FC. À la suite de la démission de ce dernier en octobre 2014, il est nommé, à 38 ans, entraîneur principal du club. Il aura pour mission de sauver l'équipe qui se trouve en position de relégable. 
Pour ce faire, il s'appuiera sur les leaders du groupe auxquels il intégrera progressivement les jeunes du club qu'il connaissait bien puisqu'il avait travaillé avec eux au centre de formation.
Le club assurera son maintien en fin d'exercice. L'objectif fixé par les dirigeants sera donc atteint. Malgré cela, Alexandre Dujeux, n'ayant pas le BEPF, ne continuera pas l'aventure au Tours FC et sera remplacé par Marco Simone.
En 2015, il signe à l'AC Ajaccio en tant qu'entraîneur-adjoint.
Après 5 années avec Ajaccio dont 2 saisons proches de la montée en Ligue 1, il signe en tant qu'entraîneur adjoint de Gérald Baticle au SCO d'Angers en Ligue 1 en mai 2021.

## Vie privée
Marié, il est père de deux enfants, Thelma et Basile. Claire, son épouse, meurt en décembre 2023.

## Palmarès
- AJ Auxerre
  - Coupe Gambardella :
    - Vainqueur : 1993.

- International juniors.

## Statistiques
| Saison                | Club                  | Championnat           | Championnat | Championnat | Coupe nationale | Coupe nationale | Coupe de la Ligue | Coupe de la Ligue | Total | Total |
| Saison                | Club                  | Division              | M.          | B.          | M.              | B.              | M.                | B.                | M.    | B.    |
| 1997-1998             | Red Star 93 (prêt)    | 2                     | 38          | 2           | 1               | 0               | 1                 | 0                 | 40    | 2     |
| 1998-1999             | AJ Auxerre            | 1                     | -           | -           | -               | -               | -                 | -                 | 0     | 0     |
| 1999-2000             | LB Châteauroux        | 2                     | 36          | 5           | 1               | 0               | 2                 | 1                 | 39    | 6     |
| 2000-2001             | LB Châteauroux        | 2                     | 37          | 2           | 3               | 0               | 4                 | 0                 | 44    | 2     |
| 2001-2002             | LB Châteauroux        | 2                     | 35          | 1           | 3               | 0               | 2                 | 0                 | 40    | 1     |
| 2002-2003             | LB Châteauroux        | 2                     | 35          | 2           | -               | -               | 1                 | 0                 | 36    | 2     |
| 2003-2004             | Le Havre AC           | 2                     | 30          | 1           | 1               | 0               | 1                 | 0                 | 32    | 1     |
| 2004-2005             | Le Havre AC           | 2                     | 6           | 0           | -               | -               | 1                 | 0                 | 7     | 0     |
| 2004-2005             | ES Troyes AC          | 2                     | 16          | 0           | 1               | 0               | -                 | -                 | 17    | 0     |
| 2005-2006             | ES Troyes AC          | 1                     | 20          | 0           | 1               | 0               | 1                 | 0                 | 22    | 0     |
| 2006-2007             | AC Ajaccio            | 2                     | 31          | 0           | 2               | 0               | 1                 | 0                 | 34    | 0     |
| 2007-2008             | AC Ajaccio            | 2                     | 34          | 0           | 1               | 0               | 1                 | 0                 | 36    | 0     |
| 2008-2009             | Tours FC              | 2                     | 33          | 0           | 3               | 0               | 1                 | 0                 | 37    | 0     |
| 2009-2010             | Tours FC              | 2                     | 17          | 0           | 2               | 0               | 2                 | 0                 | 21    | 0     |
| Total sur la carrière | Total sur la carrière | Total sur la carrière | 368         | 13          | 19              | 0               | 18                | 1                 | 405   | 14    |